# Fakund i Prymityw
Fakund, hiszp. Facundo i Prymityw, hiszp. Primitivo  (zm. ok. 300-304) – męczennicy chrześcijańscy za czasów Dioklecjana i święci Kościoła katolickiego.
O ich życiu niewiele wiadomo. Passio (BHL 2820) powstało prawdopodobnie w X wieku. Obaj pochodzili z hiszpańskiej Galicji i ponieśli męczeńską śmierć w czasach rzymskich. Zostali ścięci w Sahagún, nad rzeką Cea, gdy odmówili uczestniczenia w świętach na cześć lokalnych bogów.
W miejscu egzekucji świętych zostało wzniesione opactwo benedyktynów (od Sanctus Facundus, San Facun do Sahagún).
Kult poświadczony w Galicji, Asturii, w León oraz w niektórych okolicach Kastylii.
Wspomnienie liturgiczne obu świętych obchodzone jest 27 listopada.